# Gustavo Mitre
Gustavo Marques Carvalho Mitre (Belo Horizonte, 22 de dezembro de 1966) é um advogado e político brasileiro. Foi deputado estadual, hoje está filiado ao Republicanos (REP).
Nas eleições de 2018, foi candidato a deputado estadual e foi eleito com 21.373 votos.
Nas eleições de 2020, foi candidato a reeleição para deputado estadual e obteve 48.562 votos. Não reeleito. 
Nas eleições Municipais de 2024, foi candidato a prefeito Municipal de Itaúna pelo Partido Republicano quando obteve a histórica votação, eleito com 38.581 votos válidos. Votação nunca antes atingida por um candidato ao poder executivo na cidade. 